# Noah Waterham
Noah Waterham (9 april 1999) is een voormalig Nederlands voetbalspeelster. Zij doorliep het opleidingsprogramma van CTO Amsterdam. In het seizoen 2018/19 en 2019/20 speelde Waterham voor sc Heerenveen in de Vrouwen Eredivisie. In 2020 besloot zij te stoppen als voetbalster.

## Statistieken
| Seizoen | Club          | Land      | Competitie | Wedstrijden | Doelpunten |
| ------- | ------------- | --------- | ---------- | ----------- | ---------- |
| 2018/19 | Sc Heerenveen | Nederland | Eredivisie | 6           | 0          |
| 2019/20 | Sc Heerenveen | Nederland | Eredivisie | 6           | 0          |
| Totaal  | Totaal        | Totaal    | Totaal     | 12          | 0          |

Laatste update: 7 augustus 2025

## Privé
Waterham is de partner van Nikita Tromp. In 2024 vroeg zij haar ten huwelijk. In augustus 2025 trouwden Waterham en Tromp.